# 张朝燮
张朝燮（1902年—1927年），男，江西永修人，中国革命烈士，曾任国民党江西省党部工人部长，中共永修地委组织部长。

## 家庭
妻子王经燕。